# تفجير جسر القرم 2022
في صباح يومِ الثامن من تشرين الأول/أكتوبر 2022 على الساعة الـ 6:07 صباحًا (بتوقيت موسكو) وفي ظلِّ أحداث الغزو الروسي لأوكرانيا، هزَّ انفجارٌ جزءًا من جسر القرم وهو ما أسفر عن مقتل ثلاثة أشخاص، كما اشتعلت سبع عربات وقود لقطار سكة حديد عابر، مما تسبَّب في اندلاع حريق واسع امتدَّ لجسرِ السكك الحديدية الموازي، وانهيار نصفين من جسرِ الطريق.
ذكرت وسائل إعلام رسمية روسية أنَّ شاحنةً هي من تسبَّبت في الانفجار، واتهمَ فلاديمير كونستانتينوف السياسي البارز الذي عيّنته روسيا مسؤولًا عن الأوضاع قي شبه جزيرة القرم أوكرانيا بالمسؤولية. حتى وقتٍ متأخرٍ من يوم التفجير، لم تُصدر أوكرانيا ولا حلف شمال الأطلسي (الناتو) بيانًا رسميًا بشأن الحادث، كما لم يُعلّق رئيس روسيا ولا مجلس الأمن عمّا جرى، بينما صرَّح مسؤولون أوكرانيون سابقون أنّ «الجسر سيكون هدفًا مشروعًا لضربة صاروخيّة».

## خلفيّة
بدأ بناءُ الجسر الذي يربط شبه جزيرة القرم ببمنطقة كوبان الواقعة في الجنوب الروسي في شباط/فبراير 2016، بعد ضمّ روسيا لشبه الجزيرة. وصفت السلطات الروسية بناء الجسر بأنه «مهمّة تاريخية»، وهي إحدى المهام الرئيسيّة ضمنّ «مهام التوحيد النهائي لشبه جزيرة القرم مع روسيا». افُتتحَ الجسر البرّي في أيار/مايو 2018 أمام حركة المرور، وبحلول كانون الأول/ديسمبر 2019 اكتملَ بناء جسر السكّة الحديديّة الموازي له.
استُخدمَ الجسر عام 2022 معَ بداية الغزو الروسي لتزويد القوات المسلحة الروسية بالأسلحة خلال هجومها على الجنوب الأوكراني. على الجانبِ المُقابل فقد أعلنَ المسؤولون والجيش الأوكرانيون مرارًا عن نيّتهم تدمير جسر القرم، معتبرين إياه «هدفًا عسكريًا مشروعًا»، ففي آب/أغسطس 2022 أكّد مستشار المكتب الرئاسي، ميخايلو بودولياك، في مقابلةٍ له مع صحيفة الغارديان البريطانيّة قوله: «إنه [الجسر] بناءٌ غير قانوني وبوابة رئيسية لإمداد الجيش الروسي في شبه جزيرة القرم ... يجبُ تدمير هذه الأشياء»، أمّا اللواء في القوات المسلحة الأوكرانية دميترو مارشينكو فقد ذكرَ أن الجسر سيُصبح «الهدف رقم واحد» بمجرد أن تمتلكَ أوكرانيا أسلحةً لمهاجمته.

## التفجير
وقعَ في وقتٍ مبكّر من صبيحة الثامن من تشرين الأول/أكتوبر 2022 انفجارٌ في مكانٍ ما من جسر القرم من جانب شبه جزيرة تامان.  ذكرت الخدمة الصحفية لسكة حديد القرم أنه وفي حدودِ الساعة 6:05 أظهرت المعدات خطأً في خطوطِ السكك الحديدية، ثمّ سُرعان ما اشتعلت النيران في ذيل قطار الشحن، ونتيجةً للانفجار فقد انهارت بعضُ أجزاء جسر السكّة الحديديّة في المياه، وتوقَّفت حركة المرور.
تضاربت الأنباء بدايةً عن سبب الحريق حيثُ راجَ الحديث عن سببين محتملين: انفجار سيارة كبيرة على جسر السكة الحديديّة أو انفجار شاحنة كبيرة على الجسر الرئيسي. أكّدت اللجنة الوطنية الروسيّة لمكافحة الإرهاب (بالروسية: антитеррористический комитет) أنّ سبب الحريق ناجمٌ عن تفجير شاحنة تسبَّبت في اندلاعِ حريقٍ في سبع خزانات وقود تتبعُ خطّ سكّة الحديد في المنطقة.
لم تُعلن أيُّ جهةٍ مسؤوليتها عن الانفجار، لكنّ وسائل إعلام أوكرانية وعلى رأسها أوكراينسكا برافدا نقلت عن مصادرها الخاصّة قولها أنّ الانفجار كان عبارة عن عملية تابعة لخدمة أمن أوكرانيا. أُعيدَ في وقتٍ لاحقٍ من يوم التفجير فتحُ الجسر أمام حركة المرور الخفيفة على طريق واحد كما استعادت القطارات حركتها ولو بشكل أقلّ.

## الخسائر
بحسبِ لجنة التحقيق الفيدرالية الروسية فقد لقي ثلاثة أشخاص مصرعهم نتيجة الانفجار، بينهم رجل وامرأة كانا يستقلّانِ سيارة بجوار الشاحنة المُنفجٍرة.

## الأهميّة والرمزيّة
يعد جسر القرم جزءًا مهمًا في الربطِ بين روسيا وشبه جزيرة القرم وزادت أهميّته خلالَ هجوم جنوب أوكرانيا، ومن المتوقع بحسبِ عددٍ من المحلّلين أن يؤدي التدمير الجزئي لجسر القرم إلى زيادة المشاكل فيما يخصُّ إمداد القوات الروسية في شبه جزيرة القرم المحتلَّة وفي الجزء الجنوبي بأكمله من أوكرانيا. علاوةً على ذلك في حالة إغلاق الجسر، فسيُصبح من الصعب على السكان المحليين مغادرة شبه الجزيرة، على الرغم من وجود طرق أخرى، بما في ذلك الموانئ.
تكتسبُ رمزيّة هذا التفجير أو الهجوم أهميةً كبيرةً بالنسبة للكرملين، حيث اعتُبر افتتاح الجسر في عام 2018 أحد أعظم إنجازات بوتين، وبعدَ الغزو الروسي عام 2022 ظلّت وسائل الإعلام المواليّة لموسكو تُردّد أنّه أحد أكثر المناطق المحمية والمؤمَّنة. قبل أسبوعٍ من الانفجار، وقَّعَ بوتين على مرسومٍ يقضي بضمّ أربع مناطق أوكرانية إلى روسيا، واستمرَّت موسكو بعد ذلك في تهديد أوكرانيا بالأسلحة النووية في حالة وقوع هجوم على أهدافٍ في الأراضي التابعة لها أو تلكَ التي ضمّتها.

## التحقيق
شُكّلت بأمرٍ من بوتين لجنة خاصة للتحقيق في ظروف الانفجار، بما في ذلك ممثلين عن وزارة الطوارئ ووزارة النقل و‌جهاز الأمن الفيدرالي و‌وزارة الشؤون الداخلية و‌الحرس الوطني حيثُ باشرت لجنة التحقيق تحقيقها الجنائي في الانفجار. لفتَ ممثلو الخدمات الخاصة الانتباه إلى نقطة الفشل في الكشف عن الشاحنة المليئة بالمتفجّرات، على الرغم من المُجمَّعات التي أُقيمت عند مدخل الجسر لمراقبة البضائع والسيارات المشبوهة.
أفادت اللجنة الوطنية لمكافحة الإرهاب في روسيا في تحقيقها الأولّي حولَ التفجير بالتالي:

## ما بعدَ الهجوم
شنّت روسيا يومينِ بعد تفجير جسر القرم وتحديدًا في وقتٍ مبكّر من صباح العاشر من تشرين الأول/أكتوبر 2022 سلسلة ضربات صاروخيّة على العاصِمة الأوكرانيّة كييف ومناطق أخرى. استهدفت الهجمات مرافق البنية التحتية الحيوية مثل محطات الطاقة والمحطات الفرعية ومحطات الطاقة الحرارية والمحولات والجسور وغيرها، فيما سقطت صواريخ أخرى على البنية التحتية التي تخصُّ المرافق المدنيّة. وصفت قناة فوكس نيوز الأمريكيّة هذا القصف الصاروخي الهائل لأوكرانيا بأنه رد روسي على تفجير الجسر. مع ذلك ووفقًا للمديرية الرئيسية للاستخبارات الأوكرانية، فقد تلقَّت القوات الروسية تعليمات من الكرملين للاستعداد لهجمات صاروخية مكثفة على البنية التحتية في أوكرانيا منذُ الثاني والثالث من تشرين الأول/أكتوبر.
أُطلقَت الصواريخ على فترات زمنيّة متقاربة من البحر الأسود و‌بحر قزوين بواسطة طائرتين من طرازِ توبوليف تو-95 و‌توبوليف تو-22. ذكرت الشركت المُشغّلة لنظام الكهرباء في أوكرانيا أنّ انقطاع التيار الكهربائي أمرٌ ممكنٌ في بعض المدن والبلدات في البلاد عقبَ هذا الهجوم. حتى الساعة 11 صباحًا بالتوقيتِ المحلّي، فقد تعرضت 11 منشأة مهمّة في 8 مناطق ومدينة كييف لأضرارٍ مختلفة نتيجة للضربات الصاروخيّة. بحسبِ تقارير أوليّة واستخباراتيّة فقد قصفت موسكو أوكرانيا بنحو 83 صاروخًا خلال سلسلة الضربات الجويّة، كما استعملت 17 طائرة مسيّرة إيرانية الصنع من طراز شاهد فيما زعمت قوات الدفاع الجوي الأوكرانيّة أنها تمكَّنت من إسقاط 45 صاروخًا و12 طائرة مٌسيّرة.

## ردود الفعل

### الأوكرانية
غرَّد الحساب الرسمي للحكومة الأوكرانية على موقع تويتر بتغريدةٍ وردَ فيها: «Sick Burn»، بينما وصف ميخايلو بودولاك وهو مستشار رئاسي أوكراني الضرر الذي طالَ الجسر بـ «البداية» مُضيفًا أنّ «جسر القرم هو البداية ... يجبُ تدمير كل شيء غير قانوني، ويجب إعادة كل شيء مسروق إلى أوكرانيا، ويجب طرد كل ما تحتلّه روسيا.» قارنت وزارة الدفاع الأوكرانية تدمير جسر القرم بتدمير الطراد موسكفا وكتبت: «طراد الصواريخ الموجَّهة موسكفا وجسر كيرتش – رمزان سيئا السُّمعة للقوة الروسية في شبه جزيرة القرم الأوكرانيّة سقطا. ما هي الخطوة المُقبلة يا روسيين؟».
أعلنَ مدير البريد الأوكراني إيهور سميليانسكي عن إطلاق مجموعة طوابع جديدة مُخصَّصة لهذا الحدث، فيما نشرَ أوليكسي دانيلوف رئيس مجلس الأمن القومي والدفاع مقطع فيديو للجسر على حساباته الرسميّة في مواقع التواصل الاجتماعي إلى جانب مقطع فيديو لمارلين مونرو وهي تُغنّي عيد ميلاد سعيد، سيدي الرئيس، وذلك بعد يومٍ واحدٍ من عيد ميلاد الرئيس الروسي فلاديمير بوتين.

### الروسية
اتهمت السلطة المواليّة لروسيا في شبه جزيرة القرم الجانب الأوكراني بالوقوفِ خلف العمليّة، كما اتهمت المتحدثة باسم وزارة الخارجية الروسية ماريا زاخاروفا ما سمَّتهُ «نظام كييف بالإرهاب»، في الوقتِ الذي دعا نائب مجلس الدوما أندريه جوروليوف القائد العام إلى «الردّ بقوة». بالعودةِ إلى نيسان/أبريل 2022 فقد قال ديمتري ميدفيديف، الرئيس السابق ونائب مجلس الأمن الروسي: «تحدث أحدُ الجنرالات الأوكرانيين عن الحاجةِ إلى ضرب جسر القرم ... آمل أن يفهم [هذا الجنرال] ماذا سيكون الهدف الانتقامي».
أعلنت وزارة النقل الروسية إعادة إطلاق خدمة العبارات عبر مضيق كيرتش، والتي كانت تعملُ قبل بناء جسر القرم. فرضت القرم في البداية قيودًا على محلّات البقالة وعلى بيعِ الوقود في المنطقة لكنها أعلنت بعد ساعتين عن رفع القيود في سيفاستوبول التي تُعتبر المدينة الأكبر في القرم. صرَّح الرئيس الروسي فلاديمير بوتين في العاشر من تشرين الأول/أكتوبر أنّ التفجير كان «عملًا إرهابيًا» نفذته أجهزة خاصّة في أوكرانيا.

### الدوليّة
رحَّب وزير خارجية إستونيا أورماس رينسالو بالهجوم، وأشارَ إلى أن القوات الخاصة الأوكرانية كانت وراءه، مذكرا بأن السلطات الأوكرانية اعتبرت منذ فترة طويلة جسر القرم هدفًا محتملًا، فيما علَّق عضو البرلمان الأوروبي من بولندا، روبرت بيدروتش عن التفجير قائلًا: